# Franjo Dominko
Franjo Dominko [fránjo domínko], (26 de juliol de 1903, Vodnjan, Pulj, Imperi Austrohongarès (ara Croàcia), † 22 de febrer de 1987, Ljubljana, Eslovènia) va ser un físic i astrònom eslovè.

## Vida i treball
Dominko va estudiar física a la Universitat de Bolonya, i aquí, el 1929, va obtenir un doctorat. Per la seva feina, va rebre un gran premi d'aquesta universitat. Va publicar els primers articles professionals el 1931 a la revista astronòmica Coelum.
De 1927 a 1930, va ser president de l'Associació Eslovena d'Estudiants d'Adria; al 1931 va ser ajudant de l'Institut Astronòmic de Bolonya, i el 1932 va arribar a Iugoslàvia. De 1932 a 1938 va treballar a l'Observatori Astronòmic de Belgrad (AOB) com a assistent d'observació. Durant aquest temps, va publicar articles professionals a la publicació de l'«Anuari d'Observadors del nostre cel» (1934 a 1938). Va ser un dels fundadors de la Societat Astronòmica de Iugoslàvia (1935-1940), i va ser coeditor de la revista de divulgació Saturn.
Des de 1938 va ser investigador associat a l'observatori a Belgrad i professor a instituts de Belgrad de 1941 i al 1942 va entrar a la presó i al camp de concentració de la Gestapo a Banjica. Després de l'alliberament de Belgrad el 1944, es va allistar a la 5a divisió de Krajina, i més tard la brigada «Itàlia» i va participar en les batalles al front Syrmie. El 1946 es va convertir en un observador astronòmic i el 1947 va ser assistent d'investigació a l'AOB. A la fundació de la càtedra d'astronomia el 1948 a la Universitat de Ljubljana, va ser elegit professor associat. Va establir l'Observatori Astronòmic-Geofísic d'AGO amb una estació sísmica a Golovec, a Ljubljana. Juntament amb Vlad Ribarič, va dirigir el desenvolupament de la sismologia a Eslovènia i es va esforçar per tenir en compte les seves troballes en la construcció; Així, abans del terratrèmol de Skopje, el SRS va redactar una política de construcció més segura. Amb un grup d'experts, es van obtenir diversos mesuraments des de l'Observatori recollint paràmetres astronòmics (longitud astronòmica, l'amplada i la direcció del meridià). Va ser l'iniciador del projecte txec-iugoslau per a la construcció de l'Observatori de Hvar.
El 1957 va publicar el llibre Pogled v vesolje (cat. «La vista de l'univers»). Va ser l'editor de Astronomskih efemerid (cat. «Efemeris Astronòmic») (1950 a 1962), un suplement habitual de Proteusa. Des de 1971 ha estat redactor de Zbornika za zgodovino naravoslovja in tehnike (cat. «Llibre d'Història de la Ciència i la Tecnologia Naturals») per la Slovenska matica. Va ser membre mereixedor de l'Associació de matemàtics, físics i astrònoms de Iugoslàvia, el tercer membre honorari de la Societat de Matemàtics, físics i astrònoms de la CCI i el 1972 membre honorari de la Societat d'Història Natural d'Eslovènia. Va ser membre de la Unió Astronòmica Internacional.
D'acord amb els compatriotes ja difunts era un membre de l'organització TIGR, amb certesa, però es va determinar simpatitzant d'associacions antifeixistes eslovenes.